# ميلينا
ميلينا (بالإيطالية: Milena)‏ هي بلدية في مقاطعة كالتانيسيتا في صقلية الإيطالية.

## السكان
في سنة 1861 بلغ عدد السكان 1٬344 نسمة، وتطور العدد ليصل في سنة 2011 لـ 3٬178 نسمة.
يظهر هذا المخطط البياني تطور النمو السكاني لـ ميلينا

## توأمة
لميلينا اتفاقيات توأمة مع:
- إيكس ليبان